# Little America
Little America is een plaats (census-designated place) in de Amerikaanse staat Wyoming, en valt bestuurlijk gezien onder Sweetwater County.

## Demografie
Bij de volkstelling in 2000 werd het aantal inwoners vastgesteld op 56.

## Geografie
Volgens het United States Census Bureau beslaat de plaats een oppervlakte van 20,1 km², geheel bestaande uit land. Little America ligt op ongeveer 1958 m boven zeeniveau.

## Plaatsen in de nabije omgeving
De onderstaande figuur toont nabijgelegen plaatsen in een straal van 64 km rond Little America.